# Suíça nos Jogos Olímpicos de Verão de 2016
Suíça participou dos Jogos Olímpicos de Verão de 2016, que foram realizados na cidade do Rio de Janeiro, no Brasil, entre os dias 5 e 21 de agosto de 2016.

## Natação
| Atleta                                                             | Prova           | Eliminatórias | Eliminatórias | Semifinal   | Semifinal   | Final       | Final       |
| Atleta                                                             | Prova           | Tempo         | Pos.          | Tempo       | Pos.        | Tempo       | Pos.        |
| ------------------------------------------------------------------ | --------------- | ------------- | ------------- | ----------- | ----------- | ----------- | ----------- |
| Danielle Villars                                                   | 100 m borboleta | 59,45         | =27º          | Não avançou | Não avançou | Não avançou | Não avançou |
| Martina van Berkel                                                 | 400 m medley    | 4:45,12       | 24º           | —           | —           | Não avançou | Não avançou |
| Maria Ugolkova Alexandra Touretski Danielle Villars Noemi Girardet | 4 x 100 m livre | 3:41,02       | 14º           | —           | —           | Não avançou | Não avançou |

| Atleta            | Prova        | Eliminatórias | Eliminatórias | Semifinal   | Semifinal   | Final       | Final       |
| Atleta            | Prova        | Tempo         | Pos.          | Tempo       | Pos.        | Tempo       | Pos.        |
| ----------------- | ------------ | ------------- | ------------- | ----------- | ----------- | ----------- | ----------- |
| Jeremy Desplances | 400 m medley | 4:15,46       | 13º           | —           | —           | Não avançou | Não avançou |
| Yannick Käser     | 100m peito   | 1:00,71       | =24º          | Não avançou | Não avançou | Não avançou | Não avançou |